# モレ＝サン＝ドニ
モレ＝サン＝ドニ （Morey-Saint-Denis）は、フランス、ブルゴーニュ＝フランシュ＝コンテ地域圏コート＝ドール県のコミューン。

## 地理
ディジョンの17km南、ニュイ＝サン＝ジョルジュの北7kmにある。グラン・クリュ街道（fr）沿いに位置する観光とブドウ栽培のコミューンである。
ブルゴーニュワインのひとつでAOCに指定されているモレ＝サン＝ドニAOCを生産している。

## 人口統計
| 1962年 | 1968年 | 1975年 | 1982年 | 1990年 | 1999年 | 2006年 | 2009年 |
| ------ | ------ | ------ | ------ | ------ | ------ | ------ | ------ |
| 664    | 740    | 718    | 653    | 639    | 673    | 693    | 701    |

参照元:Insee,,